# أراز عبدولاييف
أراز عبدولاييف (18 أبريل 1992 بباكو في أذربيجان - ) هو لاعب كرة قدم أذربيجاني في مركز الوسط. شارك مع منتخب أذربيجان تحت 17 سنة لكرة القدم ومنتخب أذربيجان تحت 19 سنة لكرة القدم ومنتخب أذربيجان تحت 21 سنة لكرة القدم ومنتخب أذربيجان لكرة القدم. أما مع النوادي، فقد لعب مع نادي إيفرتون ونادي بانيونيوس ونادي نيفتشي باكو وPanionios G.S.S. ‏.

## وصلات خارجية
- أراز عبدولاييف على موقع الاتحاد الدولي (مؤرشف)  (الإنجليزية)
- أراز عبدولاييف على موقع الاتحاد الأوربي (الإنجليزية)
- أراز عبدولاييف على موقع اتحاد تركيا (لاعب) (الإنجليزية)
- أراز عبدولاييف على موقع قاعدة بيانات كرة القدم.إي يو (الإنجليزية)
- أراز عبدولاييف على موقع ناشيونال فوتبول تيمز (الإنجليزية)
- أراز عبدولاييف على موقع Soccerbase.com (لاعب) (الإنجليزية)
- أراز عبدولاييف على موقع Soccerway.com (الإنجليزية)
- أراز عبدولاييف على موقع AS.com (الإسبانية)